# سيدي بويدو (أولاد الشريف الشرقية)
سيدي بويدو هو دُوَّار يقع بجماعة أولاد الشريف، إقليم تازة، جهة فاس مكناس في المملكة المغربية. ينتمي الدوّار لمشيخة أولاد الشريف الشرقية التي تضم 5 دواوير. يقدر عدد سكانه بـ 677 نسمة حسب الإحصاء الرسمي للسكان والسكنى لسنة 2004.

## روابط خارجية
- البوابة الوطنية للجماعات الترابية نسخة محفوظة 12 مارس 2018 على موقع واي باك مشين.
- المندوبية السامية للتخطيط